# Vínbúðin
Vínbúðin er et statsligt selskab på Island, som har monopol på salg af alkoholiske produkter. Vínbúðin svarer til det svenske Systembolaget, det norske Vinmonopolet, det færøske Rúsdrekkasøla Landsins og det finske Alko, og blev etableret i 1922 i forbindelse med forbudstiden på Island. Selskabet ejes af ÁTVR, som er et statsligt alkohol- og tobaksfirma. Vínbúðin kaldes i daglig tale gerne ríkið.
Vínbúðin har 46 butikker på Island.
Priserne på alkohol på Island er blandt de højeste i Europa.